# Gamaster
Gamaster is een geslacht uit de familie Molgulidae en de orde Stolidobranchia uit de klasse der zakpijpen (Ascidiacea).

## Soorten
- Gamaster dakarensis Pizon, 1896
- Gamaster guillei Monniot C., 1994
- Gamaster vallatum Monniot C., 1978

Niet geaccepteerde soort:
- Gamaster japonicus Oka, 1934 → Eugyra japonicus (Oka, 1934)